# مسجد ساكا تونغال
مسجد ساكا تونغال (بالاندونيسية: Masjid Saka Tunggal) يقع المسجد في منطقة سكاكاك الاتحادية من بانيوماس بمقاطعة جاوة الوسطى في إندونيسيا .

## البناء
بني مسجد ساكا تونغال في عام 1288 كما هو مسجل في ملصقات جورو الموجودة في المسجد.

## وصلات خارجية
- صور المسجد
- موقع وصور المسجد